# 楊伯醜
杨伯丑（?—?），冯翊武乡（今陕西省高陵县）人，隋朝政治人物。
杨伯丑喜欢读《易经》，隐居华山。开皇初年，被徵召入朝，见到公卿不行礼，不论贵贱都用你称呼。世人不能揣测他的深浅。隋文帝召他说话，终无所答。赐给他的衣服，至朝堂，丢掉就走了。于是披发装疯，走在市井里，形体肮脏，从来不梳头洗澡。有个张永乐，在京师卖卦，杨伯丑跟他一块玩。张永乐算卦有不能决断的，杨伯丑就分析爻象，细致入微。杨永乐叹服，自以为赶不上。
杨伯丑也开店卖卦。有人曾经丢失儿子，到杨伯丑这里算卦。卦成，杨伯丑说：“你儿子在怀远坊南门道东北的墙上，有青裙女子抱着他，可去领取。”果如此言。有人有数两金子，夫妻一起收藏，后来丢失，丈夫怀疑妻子有二心，将要休弃她。妻子称冤，去见杨伯丑，杨伯丑为她占筮：“金子还在。”把她的家人全叫过来，指一个人：“可拿回金子来！”这个人羞愧，应声去取金子。
道士韦知常去见杨伯丑问吉凶，杨伯丑说：“你不要向东北方向走，实在不得已，应当早回。不然的话，杨素斩的你头。”不久，隋文帝令韦知常事奉汉王杨谅。不久文帝崩，杨谅举兵反，韦知常逃回京师。韦知常先和杨素有矛盾，杨素平定并州，先找韦知常，将要斩杀他，依靠这件事免于一死。又人有丢失马，来找杨伯丑占卜。当时杨伯丑被皇太子所召，在途中遇到，立刻为他作卦，卦成，说：“我来不及为卿占卦，卿暂且去西市东壁门南第三店，为我买鱼作细鱼片，一定找到马。”这个人按照办理，不久，有一人牵他丢失的马到了，于是抓住了它。崖州曾献直径一寸的珠子，其使者暗中替换，隋炀帝心疑，召杨伯丑令他占筮。杨伯丑说：“有种东西出自水中，形状圆而颜色光亮，是大珠。现在被人所藏。”详细说出隐藏者的姓名相貌。皇帝按他的话责问使者，最后得到了原来的珠子。皇帝感到奇异，赐杨伯丑帛二十匹。国子祭酒何妥曾经到他那里谈论《易经》，听到何妥的话，忽然笑道：“为什么用郑玄、王弼的话！”过了很久，杨伯丑稍稍辨答，所说的辞义，和先儒之旨不一样，但是才思玄妙，属于时论认为他是天生异才，不是常人所及。最后得以寿终正寝。

## 延伸阅读
[在维基数据编辑]
 《隋書·卷78》，出自魏徵《隋书》